# بالاهلوسرا (شبخوسلات)
بالاهلوسرا (بالفارسية: بالاهلوسرا) هي قرية تقع في إيران في قسم شبخوسلات الريفي. يقدر عدد سكانها بـ 162 نسمة بحسب إحصاء 2016.